# Luca Rodolfucci de Gentili
Luca Rodolfucci de Gentili, dit le cardinal de Nocera (né à Camerino dans les Marches, Italie, et mort le 18 janvier 1389 à Pérouse) est un cardinal italien.
Antonio Saverio Gentili (1731) est un autre cardinal de la famille.

## Biographie
Luca Rodolfucci de Gentili est un jurisconsulte respecté. Il est archidiacre à Camerino et est nommé évêque de Nocera Umbra en 1363.
Luca Rodolfucci est créé cardinal par le pape Urbain VI lors du consistoire du 18 septembre 1378. Le cardinal Rodolfucci est gouverneur de Spolète en 1380-1388. Avec quatre autres cardinaux il signe en 1385 la lettre contre les violences du pape Urbain VI.